# Produktionsgruppe Sorbischer Film
Produktionsgruppe Sorbischer Film, наименование серболужицкой редакции — SFS Serbska filmowa skupina (Производственная группа серболужицкого фильма) — государственная киностудия, действовавшая во времена ГДР и предназначенная для активизации и распространения серболужицкой культуры.
Решение о создании киностудии было принято государственными органами ГДР в 1979 году. На следующий год в 1980 году киностудия была создана в составе отделения государственной киностудии Deutsche Film AG в городе Дрезден. Первым директором киностудии был Тони Брук. Административные органы киностудии располагались в городе Баутцен. Киностудия снимала короткометражные художественные и документальные фильмы, связанные с жизнедеятельностью известных серболужицких деятелей, историей и культурой лужицких сербов. Сотрудничала с отдельными киностудиями в Чехословакии, Польши, СССР и Югославии.
Фильмы выходили в двух редакциях — в немецкой и серболужицкой версиях. Производство фильмов осуществлялось на студиях Deutsche Film AG. С 1983 года Серболужицкая редакция киностудии устраивала один раз в два года фестивали серболужицкого фильма.
После объединения Германии киностудия в 1990 году прекратила свою деятельность. Её преемником в настоящее время является киностудия «Sorabia-Film-Studio».